# Campionati mondiali di nuoto in vasca corta 2022 - 100 metri dorso femminili
La gara dei 100 metri dorso femminili dei campionati mondiali di nuoto in vasca corta 2022 si è svolta il 13 e 14 dicembre 2022. Al mattino del 13 dicembre si sono svolte le batterie e nella serata le semifinali, mentre la finale si è disputata nella serata del 14 dicembre.

## Podio
| Pos.    | Atleta             | Nazione     |
| ------- | ------------------ | ----------- |
| Oro     | Kaylee McKeown     | Australia   |
| Argento | Mollie O'Callaghan | Australia   |
| Bronzo  | Claire Curzan      | Stati Uniti |
| Bronzo  | Ingrid Wilm        | Canada      |

## Record
Prima della manifestazione il record del mondo (RM) e il record dei campionati (RC) erano i seguenti.
|  | 54"89 | Minna Atherton | 26 novembre 2021 Budapest |
|  | 55"03 | Katinka Hosszú | 4 dicembre 2014 Doha      |

Durante la competizione non sono stati migliorati record.

## Risultati

### Batterie
| Pos. | Batteria | Corsia | Atleta                      | Nazionalità                   | Tempo       | Note |
| ---- | -------- | ------ | --------------------------- | ----------------------------- | ----------- | ---- |
| 1    | 6        | 4      | Louise Hansson              | Svezia                        | 56"04       | Q    |
| 2    | 6        | 5      | Ingrid Wilm                 | Canada                        | 56"15       | Q    |
| 3    | 6        | 3      | Mollie O'Callaghan          | Australia                     | 56"35       | Q    |
| 4    | 5        | 7      | Hanna Rosvall               | Svezia                        | 56"57       | Q    |
| 5    | 4        | 4      | Kira Toussaint              | Paesi Bassi                   | 56"62       | Q    |
| 6    | 4        | 3      | Simona Kubová               | Rep. Ceca                     | 56"76       | Q    |
| 7    | 4        | 8      | Isabelle Stadden            | Stati Uniti                   | 56"85       | Q    |
| 8    | 4        | 2      | Pauline Mahieu              | Francia                       | 56"88       | Q    |
| 9    | 5        | 1      | Claire Curzan               | Stati Uniti                   | 56"90       | Q    |
| 10   | 4        | 5      | Maaike de Waard             | Paesi Bassi                   | 57"01       | Q    |
| 10   | 5        | 4      | Kylie Masse                 | Canada                        | 57"01       | Q    |
| 12   | 5        | 5      | Kaylee McKeown              | Australia                     | 57"11       | Q    |
| 13   | 6        | 2      | Wan Letian                  | Cina                          | 57"49       | Q    |
| 14   | 3        | 6      | Medi Harris                 | Gran Bretagna                 | 57"51       | Q    |
| 14   | 6        | 1      | Sayaka Akase                | Giappone                      | 57"51       | Q    |
| 16   | 6        | 6      | Silvia Scalia               | Italia                        | 57"54       | Q    |
| 17   | 4        | 6      | Peng Xuwei                  | Cina                          | 57"67       |      |
| 18   | 5        | 6      | Rio Shirai                  | Giappone                      | 57"71       |      |
| 19   | 6        | 7      | Margherita Panziera         | Italia                        | 57"72       |      |
| 20   | 4        | 7      | Adela Piskorska             | Polonia                       | 57"74       |      |
| 21   | 3        | 8      | Kim San-ha                  | Corea del Sud                 | 58"02       |      |
| 22   | 5        | 8      | África Zamorano             | Spagna                        | 58"28       |      |
| 23   | 5        | 2      | Ingeborg Løyning            | Norvegia                      | 58"49       |      |
| 24   | 5        | 3      | Analia Pigrée               | Francia                       | 58"50       |      |
| 25   | 3        | 5      | Hazel Ouwehand              | Nuova Zelanda                 | 58"56       |      |
| 26   | 2        | 6      | Miranda Grana               | Messico                       | 58"80       |      |
| 27   | 3        | 3      | Andrea Berrino              | Argentina                     | 58"85       |      |
| 28   | 6        | 8      | Stephanie Au                | Hong Kong                     | 59"05       |      |
| 29   | 4        | 1      | Caroline Pilhatsch          | Austria                       | 59"71       |      |
| 30   | 3        | 2      | Gabriela Georgieva          | Bulgaria                      | 59"84       |      |
| 31   | 3        | 4      | Chloe Isleta                | Filippine                     | 1'00"25     |      |
| 32   | 2        | 8      | Abril Aunchayna             | Uruguay                       | 1'01"07     |      |
| 33   | 3        | 1      | Celina Márquez              | El Salvador                   | 1'01"08     |      |
| 34   | 2        | 5      | Tatiana Salcutan            | Moldavia                      | 1'01"16     |      |
| 35   | 2        | 3      | Elizabeth Jiménez           | Rep. Dominicana               | 1'01"44     |      |
| 36   | 3        | 7      | Milla Drakopoulos           | Sudafrica                     | 1'01"52     |      |
| 37   | 2        | 4      | Donata Katai                | Zimbabwe                      | 1'01"85     |      |
| 38   | 2        | 2      | Amani Al-Obaidli            | Bahrein                       | 1'03"37     |      |
| 39   | 2        | 7      | Anishta Teeluck             | Mauritius                     | 1'03"44     |      |
| 40   | 1        | 2      | Cheang Weng Lam             | Macao                         | 1'04"74     |      |
| 41   | 1        | 5      | Enkh-Amgalangiin Ariuntamir | Mongolia                      | 1'04"98     |      |
| 42   | 1        | 4      | Salome Nikolaishvili        | Georgia                       | 1'07"03     |      |
| 43   | 1        | 1      | Idealy Tendrinavalona       | Madagascar                    | 1'08"30     |      |
| 44   | 1        | 6      | Naya Hughes                 | Botswana                      | 1'09"68     |      |
| 45   | 1        | 3      | Aishath Sausan              | Maldive                       | 1'14"05     |      |
| 46   | 1        | 8      | Shoko Litulumar             | Isole Marianne Settentrionali | 1'14"72     |      |
| 47   | 1        | 7      | Raya Young                  | eSwatini                      | 1'18"68     |      |
| DNS  | 2        | 1      | Ganga Senavirathne          | Sri Lanka                     | Non partita |      |

### Semifinali
| Pos. | Batteria | Corsia | Atleta             | Nazionalità   | Tempo | Note |
| ---- | -------- | ------ | ------------------ | ------------- | ----- | ---- |
| 1    | 2        | 5      | Mollie O'Callaghan | Australia     | 55"80 | Q    |
| 2    | 1        | 4      | Ingrid Wilm        | Canada        | 55"92 | Q    |
| 3    | 2        | 2      | Claire Curzan      | Stati Uniti   | 56"08 | Q    |
| 3    | 2        | 4      | Louise Hansson     | Svezia        | 56"08 | Q    |
| 5    | 2        | 7      | Kylie Masse        | Canada        | 56"13 | Q    |
| 6    | 1        | 7      | Kaylee McKeown     | Australia     | 56"35 | Q    |
| 7    | 2        | 6      | Isabelle Stadden   | Stati Uniti   | 56"45 | Q    |
| 8    | 2        | 3      | Kira Toussaint     | Paesi Bassi   | 56"54 | Q    |
| 9    | 1        | 5      | Hanna Rosvall      | Svezia        | 56"59 |      |
| 10   | 1        | 2      | Maaike de Waard    | Paesi Bassi   | 56"78 |      |
| 11   | 1        | 3      | Simona Kubová      | Rep. Ceca     | 56"80 |      |
| 12   | 1        | 1      | Medi Harris        | Gran Bretagna | 57"40 |      |
| 13   | 1        | 6      | Pauline Mahieu     | Francia       | 57"43 |      |
| 14   | 2        | 1      | Wan Letian         | Cina          | 57"59 |      |
| 15   | 2        | 8      | Sayaka Akase       | Giappone      | 57"65 |      |
| 16   | 1        | 8      | Silvia Scalia      | Italia        | 58"02 |      |

### Finale
| Pos. | Corsia | Atleta             | Nazionalità | Tempo | Note |
| ---- | ------ | ------------------ | ----------- | ----- | ---- |
|      | 7      | Kaylee McKeown     | Australia   | 55"49 |      |
|      | 4      | Mollie O'Callaghan | Australia   | 55"62 |      |
|      | 3      | Claire Curzan      | Stati Uniti | 55"74 |      |
|      | 5      | Ingrid Wilm        | Canada      | 55"74 |      |
| 5    | 6      | Louise Hansson     | Svezia      | 55"89 |      |
| 6    | 2      | Kylie Masse        | Canada      | 56"18 |      |
| 7    | 8      | Kira Toussaint     | Paesi Bassi | 56"41 |      |
| 8    | 1      | Isabelle Stadden   | Stati Uniti | 57"20 |      |